# دراجة جبلية
الدراجة الجبلية (VTT)

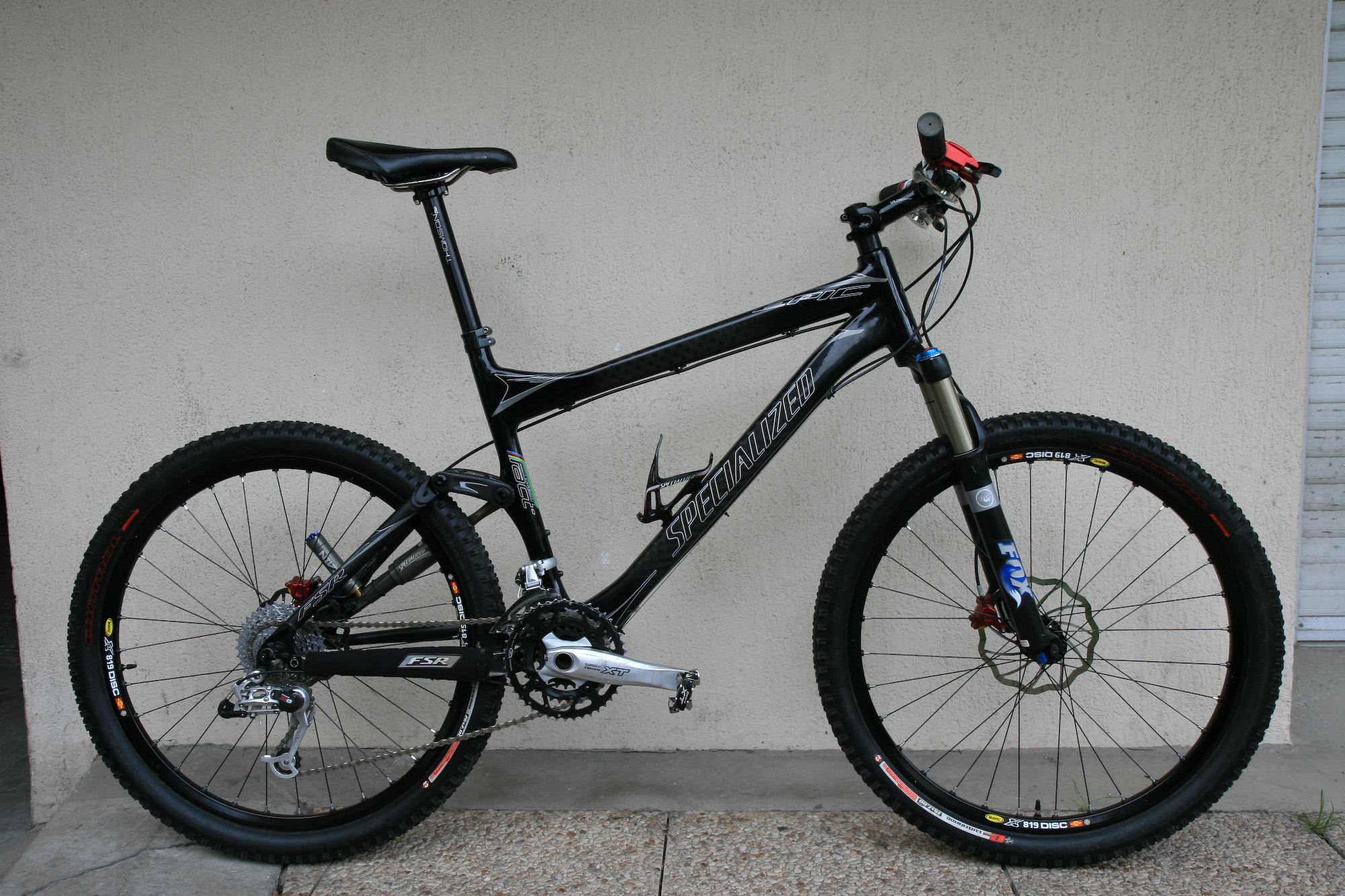
دراجة جبلية كاملة التعليق

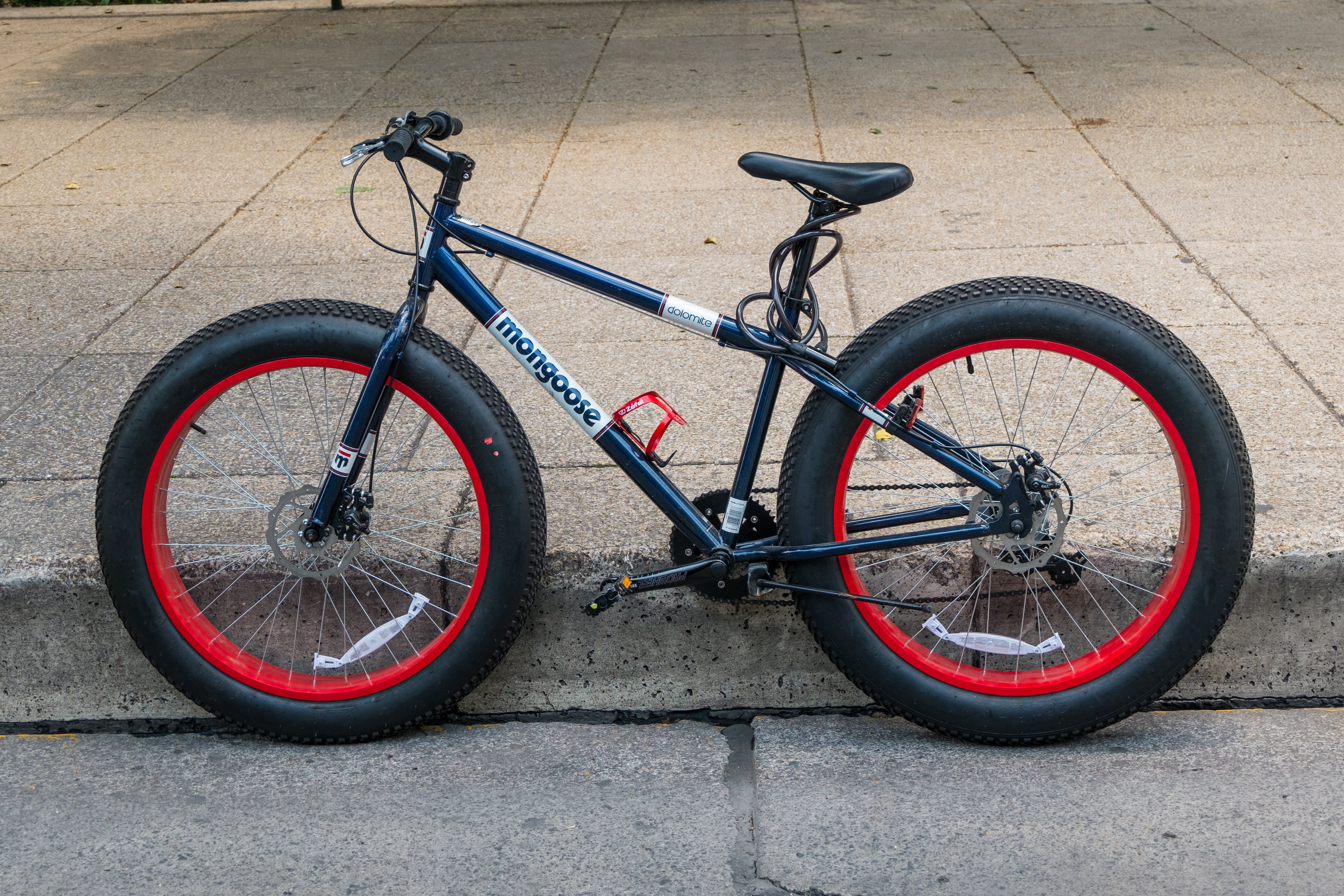
Fatbike

الدراجة الجبلية أو الدراجة الهوائية الجبلية (اختصارها MTB) هي عبارة عن دراجة هوائية مصممة خصيصًا للطرق الوعرة. ويشتمل هذا النشاط على اجتياز الصخور والانجرافات والمنخفضات الحادة،
وعلى المسارات الترابية والطرق الشجرية والطرق غير الممهدة الأخرى وهي الأنشطة التي عادة ما تسمى ركوب الدراجات الجبلية. ويلزم أن تكون هذه الدراجات قادرة على مقاومة ضغوط استخدامها في الطرق الوعرة مع العقبات التي تقابلها مثل الأعشاب والصخور. وعادة ما تكون العجلات المستخدمة في الدراجات الجبلية مفلطحة وتكون إطاراتها كثيرة العقد للثبات بالأرض غير المستوية وامتصاص الصدمات. منذ منتصف تسعينيات القرن العشرين، كان تعليق العجلات الأمامية هو المعيار السائد ولكن منذ أواخر التسعينيات من القرن العشرين، أصبح التعليق الأمامي والخلفي هو الشائع بصورة متزايدة. كما تم تزويد بعض الدراجات الجبلية بنهايات من القضيب المعدني على عِصي قيادة الدراجة لإعطاء توازن إضافي في أثناء تسلق التلال.
منذ ابتكار هذه الرياضة في سبعينيات القرن العشرين، تطورت العديد من الأنواع الفرعية الجديدة لـ ركوب الدراجات الجبلية، مثل ركوب الدراجات عبر البلاد وتحمل ركوب الدراجات طوال اليوم وركوب الدراجات الحر والتزلج على المنحدرات وركوب الدراجات الجبلية ومجموعة متنوعة من سباقات المسارات والتزلج المتعرج. وتتطلب كل من هذه الأماكن المختلفة دراجة ذات تصاميم مختلفة لتحقيق أفضل أداء. واشتمل تطوير الدراجة الجبلية على زيادة السرعة بالغيارات حتى 30 سرعة، لتسهيل كل من التسلق والنزول السريع. ومع ذلك، ظهر في الآونة الأخيرة اتجاه النسبة من «1 إلى 10»، لتبسيط التنسيق لأحد تروس العجلة الموجودة في المقدمة و10 تروس في الجزء الخلفي من سلسلة الحركة. وهذا من شأنه أن يسمح بتخفيف الأوزان وفي الوقت نفسه الاحتفاظ بالانتشار الكبير لخيارات التغيير. وكذلك أصبحت الدراجات الجبلية أحادية السرعة أكثر وأكثر شعبية. وتشتمل التطورات الأخرى على أسطوانة بدلاً من الفرامل الإطارية والإطارات مقاس 29 بوصة بدلاً من الإطارات التقليدية مقاس 26 بوصة.

## معلومات تاريخية

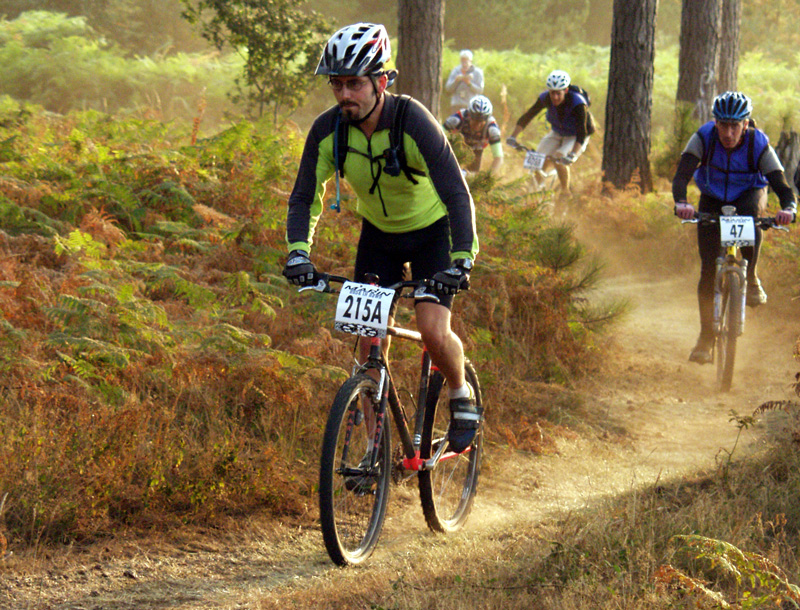
سباق الدراجات الجبلية عبر البلاد.

يتضمن تاريخ الدراجات الجبلية على مساهمات من سباق سايكلو كروس في أوروبا ومؤسسة راف ستاف فيلوشيب في المملكة المتحدة. ظهر اسم «الدراجة الجبلية» أولاً في الطباعة في عام 1966 في صورة «الدراجة الهوائية الجبلية». وتعتبر الدراجة الجبلية دراجة طوافة معدلة ثقيلة تُستخدمه في الانطلاق الحر للنزول من على الجبال المنحدرة. لاقت هذه الرياضة شعبية كبيرة في سبعينيات القرن العشرين في مقاطعة مارين، كاليفورنيا، الولايات المتحدة الأمريكية. وألقى الفيلم الوثائقي كلونكيرز: فيلم عن الدراجات الجبلية (Klunkerz: A Film About Mountain Bikes) الذي صدر في عام 2007، نظرة تفصيلية على هذه المرحلة من ركوب الدرجات في الطرق الوعرة. ومع ذلك، فلم تكن الشركات المصنعة لدراجة الطريق حتى أواخر السبعينيات وأوائل الثمانينيات من القرن العشرين قد استخدمت التقنيات العالية في صناعة الدراجات الجبلية باستخدام مواد خفيفة الوزن، مثل الألومنيوم إم 4، على الرغم من أن التيتانيوم والألومنيوم المشكل هيدروليكيًا وهياكل الألياف الكربونية أصبح أكثر شعبية في السنوات الأخيرة ولكنه يمكن أن يكون مكلفًا للغاية. وكان أول إنتاج على نطاق واسع للدراجات الجبلية من قبل شركة سبيلشاليازد ستامبجامبر (Specialized Stumpjumper)، حيث كان أول إنتاج لها في عام 1981. وطوال فترة التسعينيات من القرن العشرين والألفية الثانية، تدرج ركوب الدراجات الجبلية من كونه رياضة غير معروفة إلى كونه النشاط السائد الذي اكتمل من خلال حلبة السباق الدولية وبطولة العالم.